# SRT (azienda)
La SRT (sigla di Street and Racing Technology) è stata per pochi anni una casa automobilistica autonoma statunitense, parte di Fiat Chrysler Automobiles tramite FCA US. È stata la divisione sportiva del gruppo statunitense dopo la reincorporazione in Dodge.

## Storia

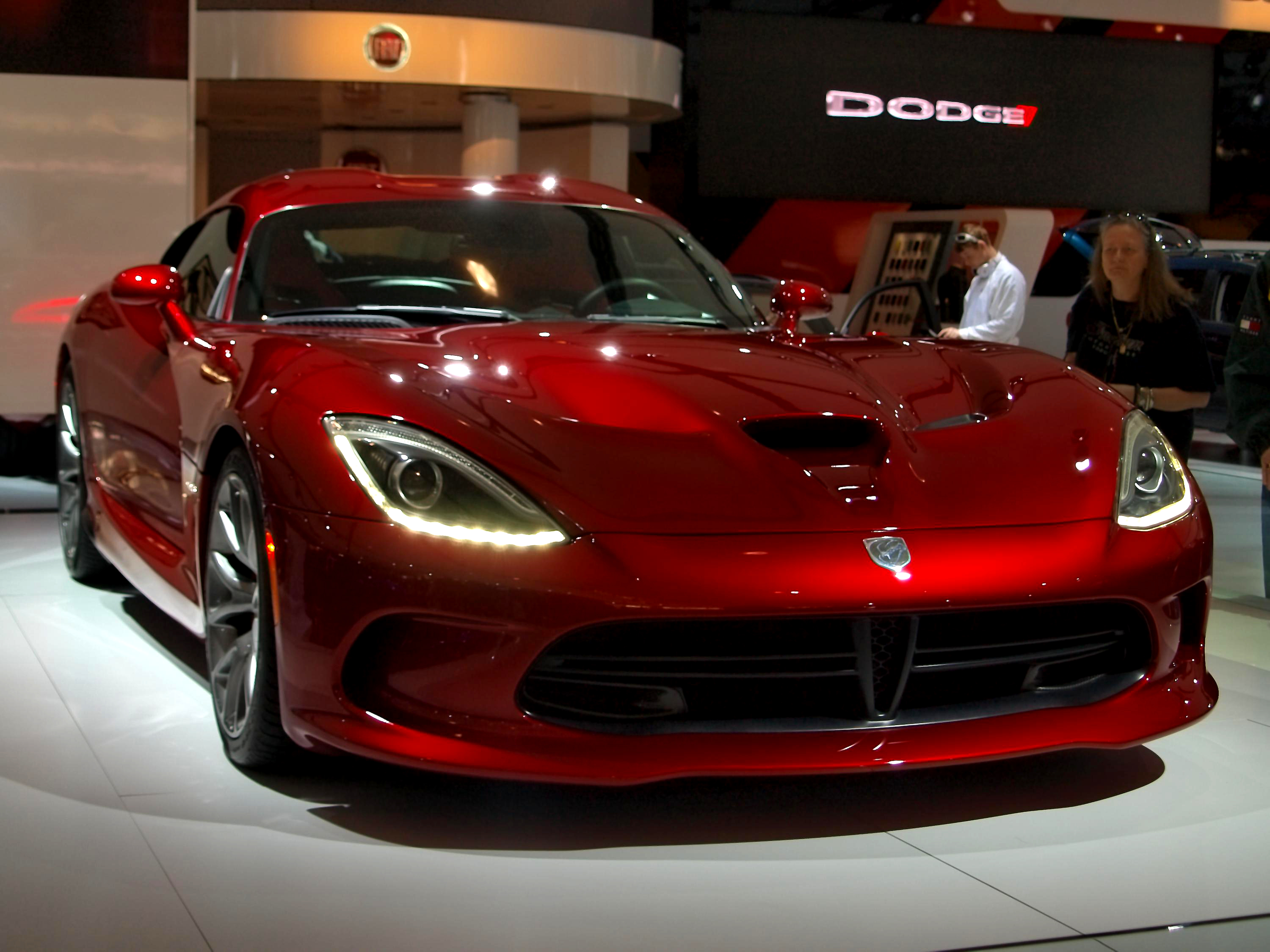
SRT Viper del 2012

L'azienda nasce come divisione per la realizzazione di versioni più prestazionali delle vetture del gruppo, concentrandosi sulla preparazione di vari kit sportivi. Nel 2012 la divisione diventa un vero e proprio marchio a sé stante, in coincidenza col debutto della quinta generazione della Viper.
Il 13 febbraio 2021, Mopar Insiders ha dato notizia d'aver contattato i responsabili della comunicazione di Stellantis, il cui portavoce avrebbe confermato che tutti gli elementi chiave del gruppo di ingegneri SRT sono stati integrati nell'organizzazione ingegneristica globale di Stellantis; in tal modo viene sancita la chiusura della divisione SRT.